# Philogethes metableta
Philogethes metableta är en fjärilsart som beskrevs av Turner 1939. Philogethes metableta ingår i släktet Philogethes och familjen nattflyn. Inga underarter finns listade i Catalogue of Life.